# Devarabelakere, Harihar
Devarabelakere là một làng thuộc tehsil Harihar, huyện Davanagere, bang Karnataka, Ấn Độ.